# Leszek Zegzda
Leszek Jan Zegzda (ur. 6 września 1958 w Krakowie) – polski samorządowiec, katecheta i działacz społeczny.

## Życiorys
Absolwent II Liceum Ogólnokształcącego w Nowym Sączu. Ukończył studia na Katolickim Uniwersytecie Lubelskim. Na początku lat 80. był przewodniczącym komitetu strajkowego Niezależnego Zrzeszenia Studentów na tej uczelni Zajmował się kolportażem wydawnictw drugiego obiegu. Pracował jako katecheta. W latach 1990–2002 zasiadał w zarządzie miasta Nowy Sącz (od 1993 przez trzy kadencje pełnił funkcję wiceprezydenta). W 2003 założył i do 2007 kierował Instytutem „Europa Karpat” przy Małopolskim Centrum Kultury „Sokół”. Został także prezesem Towarzystwa Gimnastycznego „Sokół” w Nowym Sączu oraz członkiem zarządu Stowarzyszenia Greenworks Nasze Karpaty, zajmującym się zrównoważonym rozwojem i ochroną dziedzictwa przyrodniczego.
Był związany z Akcją Wyborczą Solidarność. W 2001 wstąpił do Stronnictwa Konserwatywno-Ludowego. Zasiadał w radzie politycznej działającego w latach 2002–2003 SKL-Ruch Nowej Polski. Później przystąpił do Platformy Obywatelskiej.
W 2002 uzyskał mandat radnego sejmiku małopolskiego. W 2006, 2010 i 2014 był wybierany na kolejne kadencje. W 2007 objął stanowisko wicemarszałka województwa, zajmował je przez trzy lata. Bez powodzenia kandydował w 2007 do Senatu, w 2009 do Parlamentu Europejskiego, a w 2011 do Sejmu. Przewodniczył klubowi radnych PO w sejmiku wojewódzkim. Po wyborach samorządowych w 2014 został członkiem zarządu województwa małopolskiego V kadencji, odpowiadając m.in. za kulturę, sport, turystykę i transport drogowy. W wyniku wyboru Bogusława Sonika na posła Leszek Zegzda został ponownie przewodniczącym klubu radnych PO. W ramach działalności w samorządzie był pomysłodawcą Kongresu Kultury Regionów, a także współinicjatorem Nagrody im. Jana Pawła II Veritatis Splendor. W wyborach samorządowych w 2018 był kandydatem Koalicji Obywatelskiej (z poparciem także PSL) na prezydenta Nowego Sącza, zajmując 4. miejsce spośród 7 kandydatów. Uzyskał wówczas mandat radnego miejskiego, zakończył w tym samym roku pełnienie funkcji w zarządzie województwa.

## Odznaczenia
W 2016 odznaczony Krzyżem Wolności i Solidarności, w 2010 otrzymał Srebrny Krzyż Zasługi. W 2022 został odznaczony Medalem Stulecia Odzyskanej Niepodległości.